# Kloštar Ivanić
Kloštar Ivanić – wieś w Chorwacji, w żupanii zagrzebskiej, w gminie Kloštar Ivanić. W 2011 roku liczyła 3583 mieszkańców.